# Swartkrans
Swartkrans är ett grottområde i Sydafrika där man hittat fossil av hominider, särskilt Paranthropus robostus, men också Homo erectus.
Swartkrants är den plats där man påträffat de hittills äldsta spåren av eld i matlagningssyfte. Fynden består av djurben som uppvisar spår av tillagning. Dessa ben är mellan 1 och 1,5 miljoner år gamla, och fyndet gjordes 1988. Tolkningen är ännu inte helt vedertagen. Att fyndet är omdiskuterat som bevis beror på att det är svårt att skilja märken av naturlig eld från sådana spår som mänskligt kontrollerad eld ger. Benen från Swartkrans visar dock tecken på att ha tillagats under en längre tid och är intressanta eftersom de är de tidigaste tecknen som finns på att människans förfäder kan ha kontrollerat elden och att elden därmed kan ha varit en naturlig del av arten Homo erectus hela historia.
År 1999 utsågs Swartkrans tillsammans med flera andra hominida fyndplatser i Sterkfontein och Kromdraai till världsarv av Unesco.